# 요코오 마리
요코오 마리(일본어: 横尾 まり, 1952년 2월 21일 ~ )는 일본의 성우. 도쿄도 출신. 시그마 세븐 소속.

## 주요 출연작
- 고래의 아이들은 모래 위에서 노래한다 - 라샤
- 가이스터즈 - 이난나 유노
- 기동무투전 G건담 - 나스타샤 자비로프
- 기동전사 건담 F91 - 레어리 에드베리
- 닌자 핫토리 군
- 더 파이팅 - 나오미치의 엄마
- 도라에몽 - 이미순 (2대)
- 마법의 프린세스 밍키모모 - 바다 밍키모모쪽 마린나사의 엄마(왕비님)
- 마법진 구루구루 - 나레이션
- 마크로스 7 - 앨리스 홀리데이
- 명탐정 홈즈 - 마리아
- 명탐정 코난 - 코마츠 요리코
- 미스터 아짓코 - 아지요시 노리코
- 보노보노 - 포로리의 엄마
- 백설공주의 전설 - 메리 크리스탈
- 소년탐정 김전일 - 카이즈 사토미
- 성전사 단바인 - 뮤지 포
- 시귀 - 마에다 토미코
- 식극의 소마 - 다이미도 후미오
- 십이국기 - 카나메의 엄마
- 애천사전설 웨딩피치 - 오만마
- 오소마츠 군 - 마츠노 이치마츠, 마츠노 마츠요
- 우주의 기사 테카맨 블레이드 - 테카맨 소드
- 은하영웅전설 - 마크달레나 폰 베스트팔레
- 전투메카 자붕글 - 엘치 카고
- 정글북: 소년 모글리 - 루리
- 정글은 언제나 맑음 뒤 흐림 - 베르
- 큐티하니 F - 블리자드 클로, 다크 팬서
- 탐정학원Q - 이치노세 하나요
- 테일즈 오브 베르세리아 - 타바사
- 파이-브레인 신의 퍼즐 - 라우라
- 푸른 유성 SPT 레이즈너 - 알바트로 미르 줄리아 아스카
- 풍운유신 다이쇼군 - 오토미
- 헤비 오브젝트 - 아야미 체리블로썸
- 호시쿠즈 파라다이스 - 유우키 시즈카
- 흑마녀 나가신다! - 마담 텐텐
- GANGSTA. - 빅마마 조지아나
- Go! 프린세스 프리큐어 - 교사
- NIGHT HEAD 2041 - 오쿠야마 아키코
- SHIROBAKO - 타테오 마리